# Dodécacarbonyle de trifer
Cet article possède un paronyme, voir Carbonyle de fer.
Le dodécacarbonyle de trifer, généralement appelé trifer dodécacarbonyle par anglicisme, est un composé chimique de formule Fe3(CO)12. Il s'agit d'un carbonyle de métal constitué de 12 groupes carbonyle CO et de trois centres fer Fe. Il se présente sous la forme d'un solide vert foncé qui se sublime dans le vide. Il se dissout dans les solvants apolaires pour donner des solutions d'un vert intense. Il se décompose lentement dans l'air et est pour cette raison stocké à froid sous atmosphère inerte. C'est une source de fer plus réactive que le pentacarbonyle de fer Fe(CO)5.
Il s'agit de l'un des premiers carbonyles de métal produits. On a pu l'observer parfois par thermolyse du pentacarbonyle de fer Fe(CO)5 :
3 Fe(CO)5 → Fe3(CO)12 + 3 CO.
On repère facilement les traces de ce composé en raison de sa couleur vert foncé caractéristique. La photolyse ultraviolette du pentacarbonyle de fer conduit au nonacarbonyle de difer Fe2(CO)9 et non au Fe3(CO)12.
La synthèse habituelle du Fe3(CO)12 commence par la réaction du pentacarbonyle de fer avec une base :
3 Fe(CO)5 + (C2H5)3N + H2O → [(C2H5)3NH][HFe3(CO)11] + 3 CO + CO2,
suivie par l'oxydation par un acide de l'agrégat atomique formé :
[(C2H5)3NH][HFe3(CO)11] + HCl + CO → Fe3(CO)12 + H2 + [(C2H5)3NH]Cl.
La géométrie de ce composé appartient au groupe de symétrie C2v, contrairement au dodécacarbonyle de triruthénium Ru3(CO)12 ou au dodécacarbonyle de triosmium Os3(CO)12 qui appartiennent au groupe de symétrie D3h. En effet, dix des douze carbonyles CO sont terminaux, tandis que deux d'entre eux constituent des ligands pontants entre deux des trois centres fer Fe, alors que les douze carbonyles sont terminaux dans Ru3(CO)12 et Os3(CO)12.
Le dodécacarbonyle de trifer est un composé dangereux qui libère du fer volatil ainsi que, comme tous les carbonyles de métaux, du monoxyde de carbone CO. Les masses solides de Fe3(CO)12, surtout lorsqu'elles sont finement divisées, peuvent être pyrophoriques et mettre le feu aux solvants organiques.